# 林次周
林 次周（イム・チャジュ、朝鮮語: 임차주、1918年8月5日 - 1996年9月18日）は、大韓民国の教育者、政治家。第3・4・6代韓国国会議員。本貫は平沢林氏。

## 経歴
日本統治時代の全羅北道淳昌郡出身。淳昌公立普通学校、高麗大学校経営大学院卒。忠清北道教員養成所修了。大韓独立促成国民会・大同青年団淳昌郡団長、自由党淳昌郡党委員長・中央委員、淳昌金融組合長、全羅北道教育委員、民政党中央常務委員、民衆党中央常務委員などを務めた。1954年の第3代総選挙では自由党の候補として国会議員に初当選した。1963年の第6代総選挙では民政党の候補として全国区から出馬して落選したが、その後の日韓協約反対により辞職した尹潽善議員の欠員の繰り上げ当選で国会に復帰した。
1996年9月18日、ソウル市松坡区の風納洞中央病院で持病により死去。享年78。